# Selliguea cyrtomioides
Selliguea cyrtomioides là một loài dương xỉ thuộc họ Polypodiaceae. Loài này được S. G. Lu và C. D. Xu mô tả khoa học đầu tiên năm 2007.